# Douglas Kertland
Douglas Edwin Kertland (23. november 1886 – 1982) var en canadisk roer som deltog i de olympiske lege 1908 i London.
Kertland vandt en bronzemedalje i roning under Sommer-OL 1908 i London. Han var styrmand på den canadiske otter som besejrede en norsk otter i kvartfinalen, men som tabte i semifinalen til en britisk båd som senere vandt i finalen.